# 保科正英
保科 正英（ほしな まさふさ）は、江戸時代前期の上総国飯野藩の世嗣。旗本寄合席。通称は百助、主水。旗本保科氏初代当主。

## 生涯
但馬国出石藩主・小出吉英の三男として誕生。母は貞松院。
母方の叔父である保科正貞の養子となり、寛永16年12月26日（1640年）に徳川家光へ初御目見する。しかしながらその後廃嫡され、飯野藩嫡子の座は、正貞の長男・正景が就いた。正景が飯野藩主となると、安房国長狭郡2000石を分知されて旗本寄合席となる。
のちに長男・小出英勝は父・吉英の養子となって小出姓を名乗る。
延宝3年（1675年）に家督と知行は次男・正静に譲って隠居する。延宝6年（1678年）に死去。享年68。墓所は麻布の天眞寺で代々の葬地とする。法名は是即。
なお武鑑では使番や先手弓頭時代の正静の父を「保科主水」ではなく「小出修理」と掲載しているが、正英の兄が小出吉重（修理亮）ではあるものの、理由は不明である。

## 系譜
- 父：小出吉英（1587-1666）
- 母：貞松院（1591-1664） - 保科正直娘
- 養父：保科正貞（1588-1661）
- 正室：井上庸名（淡路守）娘
  - 長男：小出英勝（1651-1719） - 小出吉英の養子
- 生母不明の子女
  - 次男：保科正静（1653-1712） - 主税